# Aéroport international de Taiyuan Wusu
L'aéroport international de Taiyuan Wusu (code IATA : TYN • code OACI : ZBYN) est un aéroport desservant Taiyuan, la capitale du Shanxi en Chine. C'est l'aéroport le plus important de cette province ; il est situé à quinze kilomètres de la ville de Taiyuan.
Construit en 1939, il est progressivement devenu un aéroport majeur de la province, et le trentième plus important du pays. Depuis mars 2006, l'aéroport a connu une expansion avec la construction d'un nouveau terminal capable d'accueillir six millions de personnes à l'année. Sa construction fut achevée fin 2007.

## Situation

### Carte des 50 premiers aéroports de Chine
| \| 500 km1:25 016 000 \| Baotou Canton Changchun Changsha Chengdu-CTU Chengdu-TFU Chongqing Dalian Fuzhou Guilin Guiyang Haikou Hailar Hangzhou Harbin Hefei Hohhot Jinan Jinghong Kunming Lanzhou Lhassa Lijiang Nanchang Nankin Nanning Ningbo Pékin · Capitale Pékin · Daxing Qingdao Quanzhou Sanya Shanghaï-Pudong Shanghaï-Hongqiao Shantou-Chaozhou-Jieyang Shenyang Shenzhen Shijiazhuang Taiyuan Tianjin Ürümqi Wenzhou Wuhan Suzhou Xiamen Xi'an Xining Yantai Yinchuan Zhengzhou Zhuhai-Jinwan |
| 500 km1:25 016 000 |

## Compagnies aériennes et destinations
| Compagnies                                         | Destinations |
| -------------------------------------------------- | --- |
| Air China                                          | Pékin-Capitale, Chengdu-Shuangliu, Hangzhou-Xiaoshan |
| Air China opéré par Dalian Airlines                | Dalian-Zhoushuizi |
| Air Koryo                                          | Pyongyang - Sunan |
| Air Macau                                          | Macao |
| Beijing Capital Airlines                           | Guilin-Liangjiang, Haikou, Hangzhou-Xiaoshan, Sanya-Phénix |
| Chengdu Airlines                                   | Chengdu-Shuangliu, Dalian-Zhoushuizi |
| China Eastern Airlines                             | - Pékin-Capitale, - Changsha, - Changzhi-Wangcun (en), - Chengdu-Shuangliu, - Chongqing-Jiangbei, - Dalian-Zhoushuizi, - Datong (en), - Fuzhou-Chánglè, - Canton-Baiyun, - Haikou, - Hangzhou-Xiaoshan, - Hefei, - Hohhot, - Kunming-Changshui, - Lanzhou, - Nanchang-Changbei, - Nankin, - Nanning, - Ningbo, - Ordos Ejin Horo, - Qingdao-Jiaodong, - Shanghai-Hongqiao, - Shanghai-Pudong, - Shenzhen-Bao'an, - Wenzhou-Longwan, - Wuhan, - Wuxi/Suzhou, - Xiamen-Gaoqi, - Xining-Caojiabao, - Xuzhou-Guanyin, - Yantai |
| China Eastern Airlines                             | Bangkok-Suvarnabhumi, Hong Kong, Nagoya-Chūbu, Phuket, Taïwan-Taoyuan |
| China Eastern Airlines opéré par Shanghai Airlines | Nanchang-Changbei, Shanghai-Hongqiao, Shantou-Chaozhou-Jieyang |
| China Southern Airlines                            | Changchun, Changsha, Chengdu-Shuangliu, Dalian-Zhoushuizi, Canton-Baiyun, Guilin-Liangjiang, Guiyang, Nanchang-Changbei, Nanning, Qingdao-Jiaodong, Shenyang, Shenzhen-Bao'an, Ürümqi-Diwopu, Wuhan, Xi'an-Xianyang, Xining-Caojiabao, Zhuhai |
| EVA Air                                            | Taïwan-Taoyuan |
| Far Eastern Air Transport                          | Taïpei-Songshan |
| Fuzhou Airlines                                    | Fuzhou-Chánglè, Yinchuan Hedong |
| Hainan Airlines                                    | Changsha, Changzhi-Wangcun (en), Dalian-Zhoushuizi, Fuzhou-Chánglè, Canton-Baiyun, Haikou, Hangzhou-Xiaoshan, Hefei, Nankin, Sanya-Phénix, Shanghai-Hongqiao, Shanghai-Pudong, Shenzhen-Bao'an, Xiamen-Gaoqi |
| Hongtu Airlines                                    | Hefei, Kunming-Changshui |
| Joy Air                                            | Baotou-Donghe, Hefei, Yinchuan Hedong, Yulin (en), Zhengzhou |
| Juneyao Airlines                                   | Hangzhou-Xiaoshan, Shanghai-Hongqiao |
| Kunming Airlines                                   | Kunming-Changshui |
| Lucky Air                                          | Datong (en), Hohhot, Kunming-Changshui |
| Ruili Airlines                                     | Hohhot, Kunming-Changshui |
| Shandong Airlines                                  | Baotou-Donghe, Jinan, Lanzhou, Nankin, Qingdao-Jiaodong, Ürümqi-Diwopu, Xiamen-Gaoqi |
| Shenzhen Airlines                                  | Harbin Taiping, Kunming-Changshui, Nankin, Sanya-Phénix, Shenyang, Shenzhen-Bao'an, Yinchuan Hedong |
| Sichuan Airlines                                   | Chengdu-Shuangliu, Chongqing-Jiangbei, Hangzhou-Xiaoshan, Harbin Taiping, Sanya-Phénix, Shenyang |
| Thai Lion Air                                      | Charter : Bangkok-Don Muang |
| Tianjin Airlines                                   | Guiyang, Hohhot, Lanzhou, Nanchang-Changbei, Nanning, Tianjin Binhai, Yinchuan Hedong |
| Tibet Airlines                                     | Lanzhou, Lhassa-Gonggar |
| Vietnam Airlines                                   | Charter : Cam Ranh |
| West Air (China)                                   | Chongqing-Jiangbei |
| XiamenAir                                          | Changsha, Fuzhou-Chánglè, Hangzhou-Xiaoshan, Huangshan-Tunxi, Wuhan, Xiamen-Gaoqi |

Édité le 06/03/2018

## Crédit d'auteurs
- (en) Cet article est partiellement ou en totalité issu de l’article de Wikipédia en anglais intitulé « Taiyuan Wusu International Airport » (voir la liste des auteurs).